# Base aérienne 131 Mourmelon
La base aérienne 131 Mourmelon est une ancienne base aérienne utilisée par l'armée de l'air près du camp de Mourmelon dans la Marne.

## Historique
Le terrain d'aviation près du camp de Mourmelon est utilisé dès le début du XXe siècle : en 1909, Henri Farman y installe une école d'aviation.
Pendant la Seconde Guerre mondiale, elle a servi pour déployer des unités d'aviation, puis les Allemands ont utilisé cette base comme base d'aviation et les bombardements américains l'ont en grande partie détruite.
L'armée de l'air n'utilise cependant le terrain qu'à partir de 1951 : le 1er février 1951 elle y stationne la batterie d'instruction de l'artillerie de l'air.
La BA 131 est officiellement créée le 1er janvier 1954 avec le Centre d'instruction de la défense des bases 345 comme unité principale. Après quatre années d'existence, la BA 131 et le CIDB.345 sont dissous le 31 mars 1958.
La base aérienne 131 est réactivée le 1er septembre 1959. Elle abrite l'Atelier de maintenance et de révision 3/651 qui devient l'Atelier de révision de l'armée de l'air 621 le 1er janvier 1963.
La BA 131 est fermée définitivement le 31 juillet 1965.

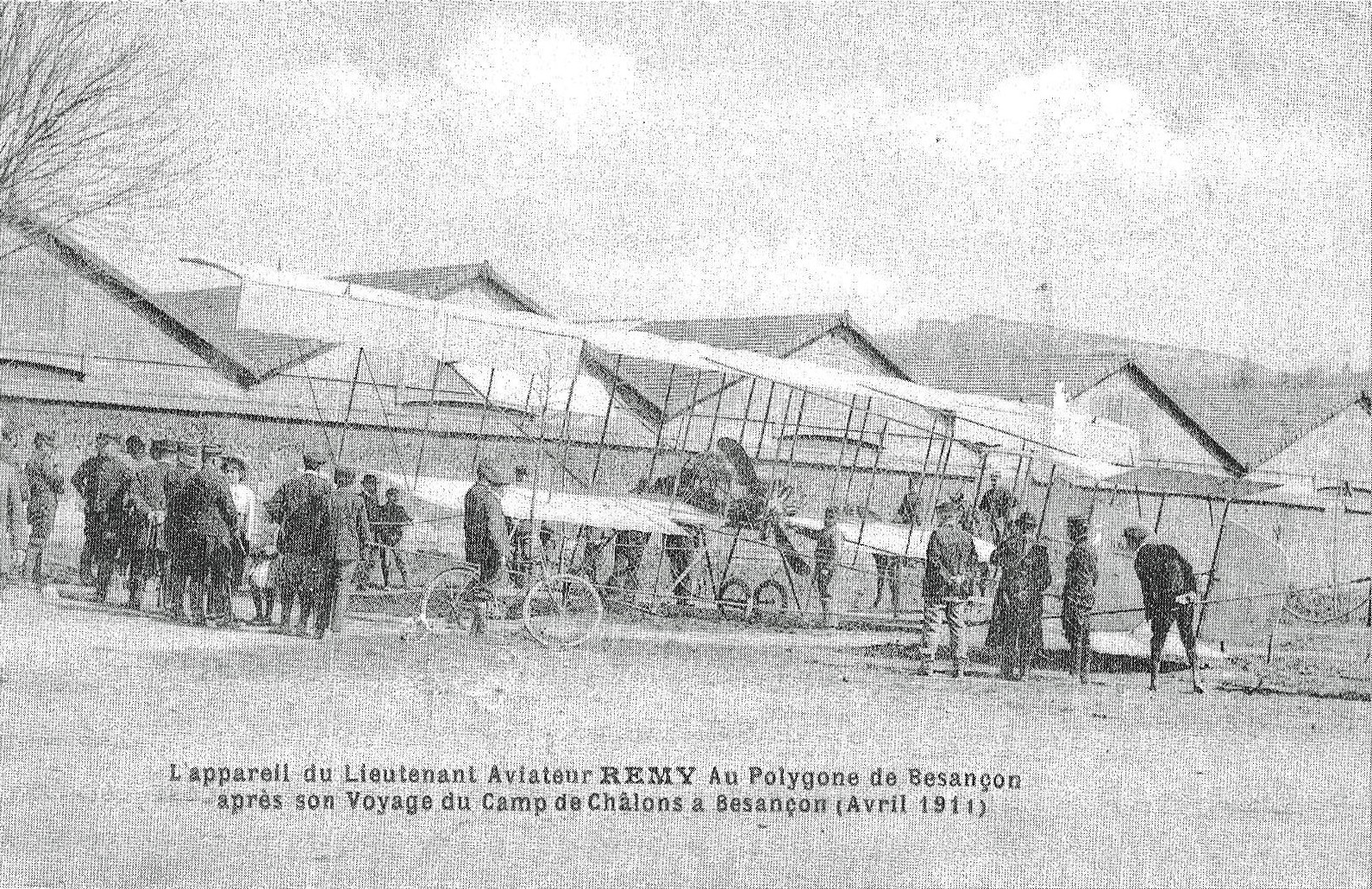
Vol militaire Mourmelon Besançon de 1911.
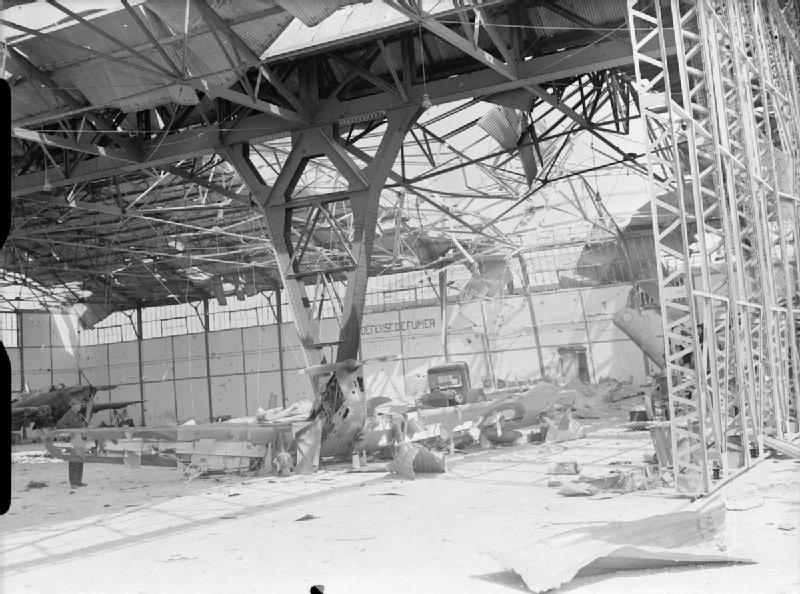
Le 88e Squadron de la RAF sur la BA 131 bombardé par les Allemands en 1940.